# Ezechia, Manasse e Amon

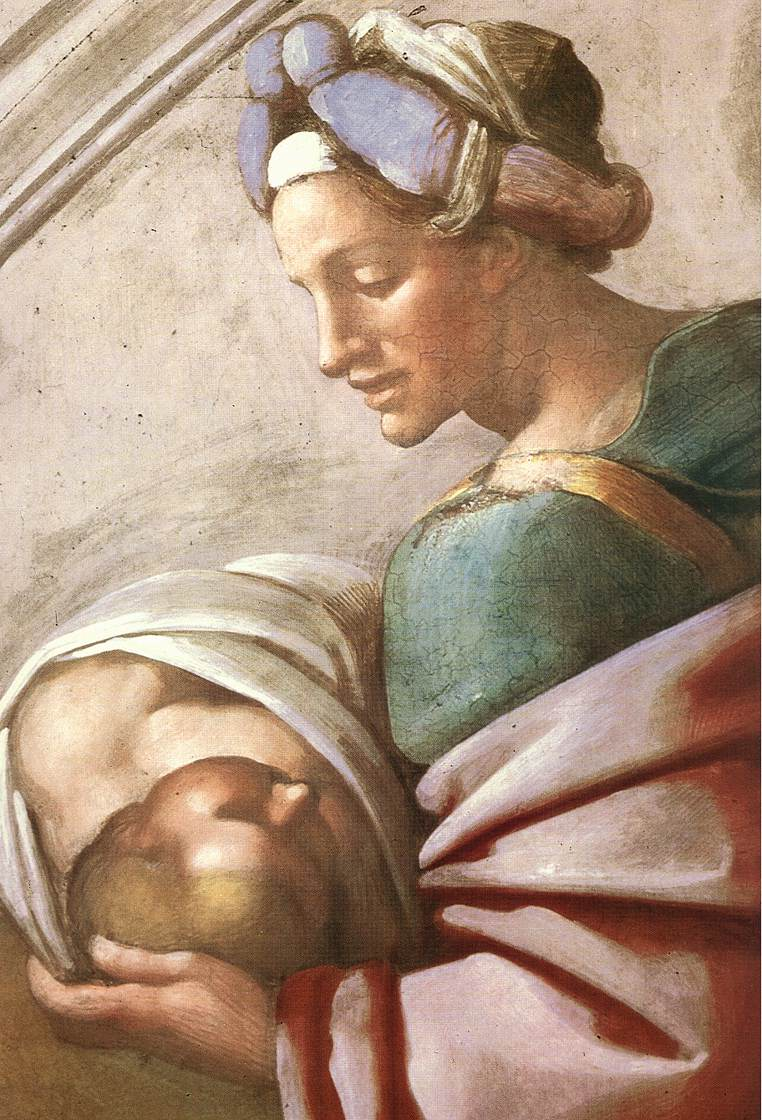
Dettaglio

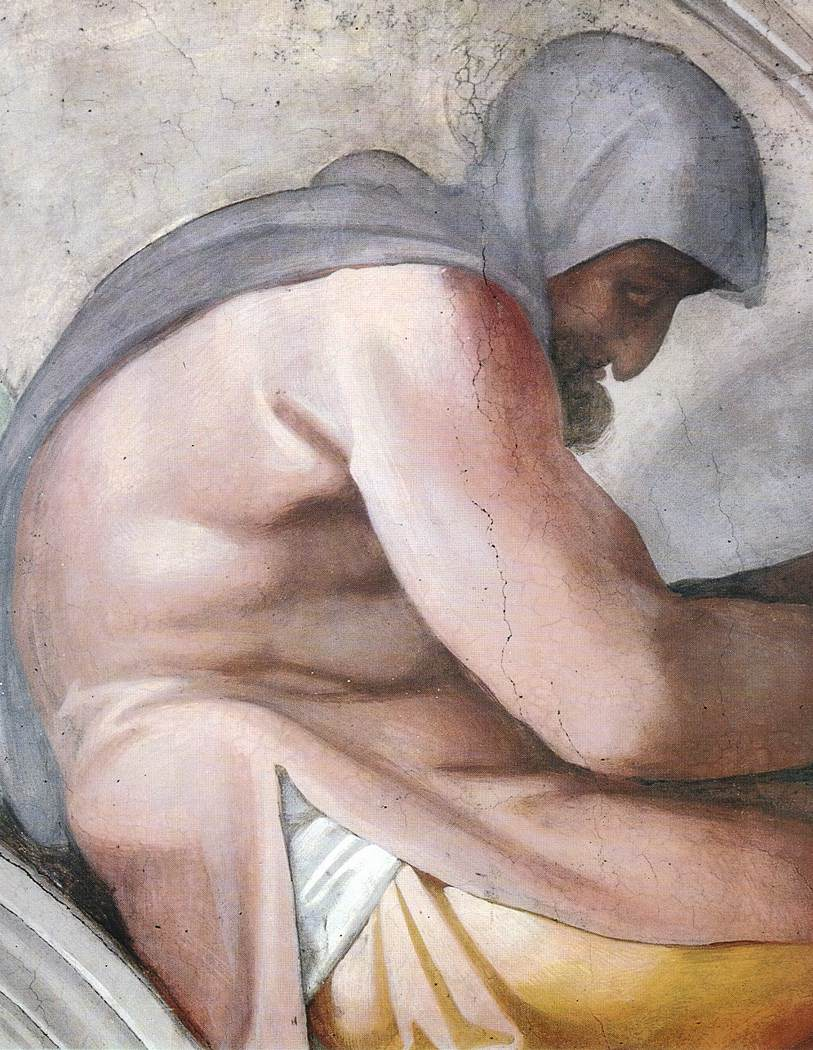
Dettaglio

La lunetta di Ezechia, Manasse e Amon venne affrescata da Michelangelo Buonarroti nel 1508-1511 circa e fa parte della decorazione delle pareti della Cappella Sistina nei Musei Vaticani a Roma. Venne realizzata nell'ambito dei lavori alla decorazione della volta, commissionata da Giulio II.

## Storia
Le lunette, che contengono la serie degli Antenati di Cristo, furono realizzate, come il resto degli affreschi della volta, in due fasi, a partire dalla parete di fondo, opposta all'altare. Gli ultimi episodi da un punto di vista cronologico delle storie narrate furono quindi le prime a venire dipinte. Nell'estate del 1511 doveva essere terminata la prima metà della Cappella, richiedendo lo smontaggio del ponteggio e la sua ricostruzione nell'altra metà. La seconda fase, avviata nell'ottobre 1511, terminò un anno dopo, appena in tempo per la scopertura del lavoro la vigilia di Ognissanti del 1512.
Tra le parti più annerite della decorazione della cappella, le lunette furono restaurate con risultati stupefacenti entro il 1986.
La lunetta di Giosia, Ieconia e Salatiel fu probabilmente la settima a essere dipinta.

## Descrizione e stile
Le lunette seguono la genealogia di Cristo del Vangelo di Matteo. Ezechia, Manasse e Amon sono nella quarta lunetta della parete sinistra a partire dall'altare; uno dei tre personaggi, ma non si sa quale, è raffigurato nel gruppo familiare della vela soprastante. 
Essa è organizzata con un gruppo di figure su ciascuna metà, intervallato dal tabellone con i nomi dei protagonisti scritto in capitali romane: " EZECHIAS / MANASSES / AMON". 
A destra si vede un uomo reclinato su sé stesso, col volto in ombra sotto un cappuccio violaceo, generalmente riconosciuto come Manasse, assalito dai dubbi per aver favorito, in gioventù, i culti idolatrici e perseguitato i monoteisti di Jahvé.
A sinistra si vede una giovane che culla un bambino in fasce che regge tra le braccia, mentre un secondo si trova nella culla di vimini ai suoi piedi, dolcemente oscillante. La sua spalla abbassata in primo piano movimenta la figura e permette di evidenziare il contatto tra madre e figlio, sia fisico che visivo, tramite il dolce sorriso materno. Essa è di solito identificata con Mesullemet, madre di Amon: Ezechia sarebbe quindi il personaggio nella vela soprastante, ovvero il bambino con la madre e il padre Achaz. 
Tra i due protagonisti della lunetta si crea un rapporto di complementarità emotiva: da un lato cupa desolazione, dall'altro la leggiadria, la vitalità e la tenerezza della figura femminile sorridente. Le loro vesti sono intonate su scale diverse, più chiara a destra, più densa e incidentalmente illuminata a sinistra, ma entrambe presentano richiami cromatici reciproci, come nel manto rosso-rosato.
Esistono due studi della madre, con leggere varianti soprattutto nella rotazione del busto, a carboncino nero su carta oggi nella Biblioteca Reale di Torino; sul retro dello stesso è presente uno studio per la Sibilla Libica, che ha una fisionomia molto simile a quella della fanciulla nella lunetta. 

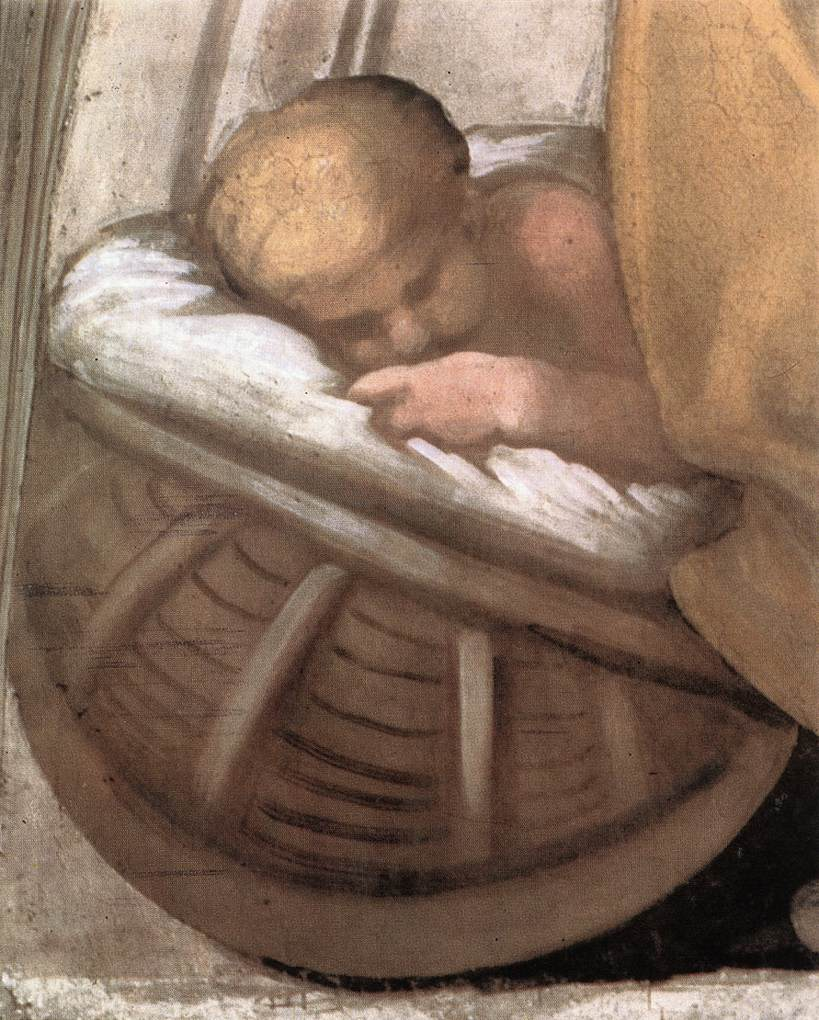
Dettaglio
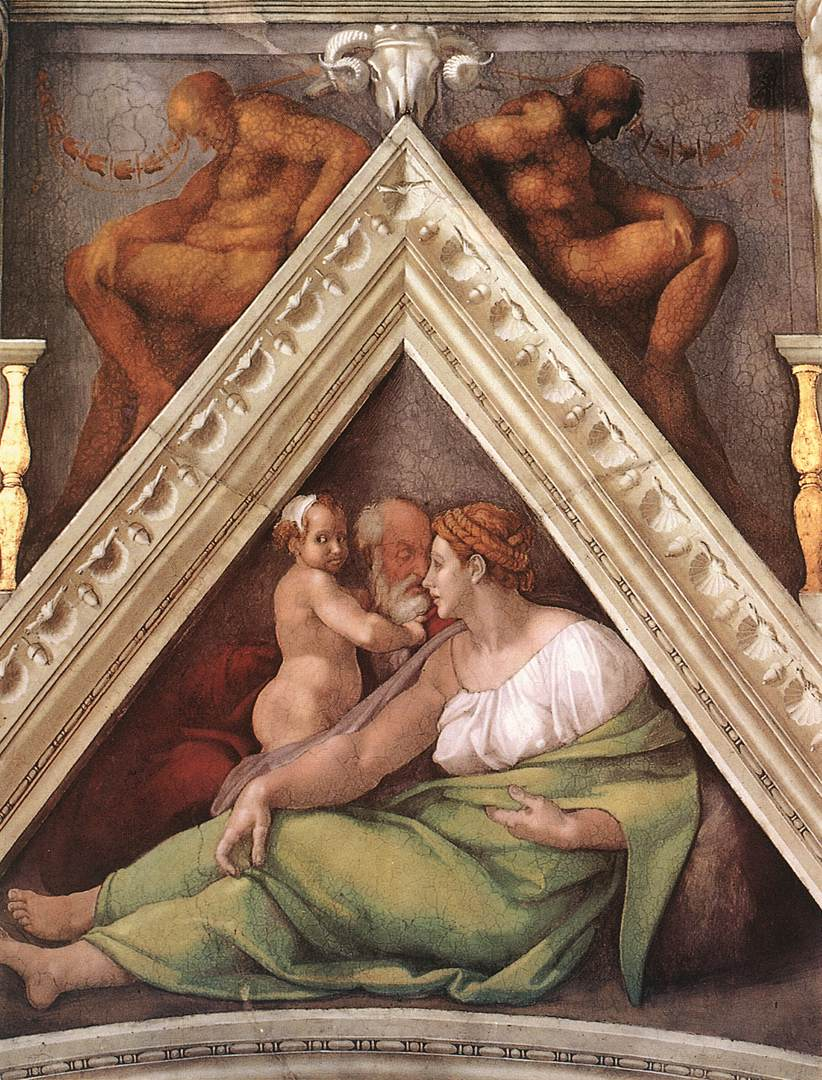
La vela soprastante